# Joaquim Balader i Sanchis
Joaquim Balader i Sanchis (València, 28 de juny de 1828 — València, 9 de gener de 1893) va ser un dramaturg valencià, un dels més destacats representants del sainet valencià del segle xix.

## Biografia
D'origen modest, no va tenir oportunitat d'estudiar i va treballar com a relligador de llibres i com a calafat o mestre d'aixa. Va dedicar-se a escriure des de la seua adolescència, inicialment en castellà, i posteriorment ja en valencià. L'any 1862 va estrenar al Teatre Principal de València la seua coneguda obra Al sa i al pla, a benefici a l'actor Fernando Ossorio i per recomanació de l'escriptor Enric Gaspar. Aquesta obra va rebre lloances de Constantí Llombart qui la va qualificar de vertadera comèdia de costums.
Després d'uns anys de residència a Madrid, on va buscar l'èxit teatral sense aconseguir-ho, va tornar a València, on l'any 1871 va estrenar tres obres en un acte: El pare alcalde, Qui tot ho vol i Més fa el que vol.
Altres obres seues són Misèria i companyia, que retrata les condions de vida dels desafavorits, i Fuchint de les bombes, escrita en col·laboració amb Eduard Escalante i Josep Ovara arran de la proclamació insurgent de la República Federal a València i el bombardeig de València a l'estiu de 1873.
Durant la Restauració borbònica va continuar escrivint, tot i que a menor ritme.
Constantí Llombart va escriure una biografia de Balader.